# Honnecourt-sur-Escaut
Honnecourt-sur-Escaut – miejscowość i gmina we Francji, w regionie Hauts-de-France, w departamencie Nord.
Według danych na rok 1990 gminę zamieszkiwało 715 osób, a gęstość zaludnienia wynosiła 46 osób/km² (wśród 1549 gmin regionu Nord-Pas-de-Calais Honnecourt-sur-Escaut plasuje się na 660. miejscu pod względem liczby ludności, natomiast pod względem powierzchni na miejscu 118.).